# 新橋站 (巴黎)
新橋站（法語：Pont Neuf）是一個巴黎地鐵的車站，以附近的西堤島的新橋來命名，於1926年4月16日通車，連接皇家宮-羅浮宮站與瑪麗橋站。

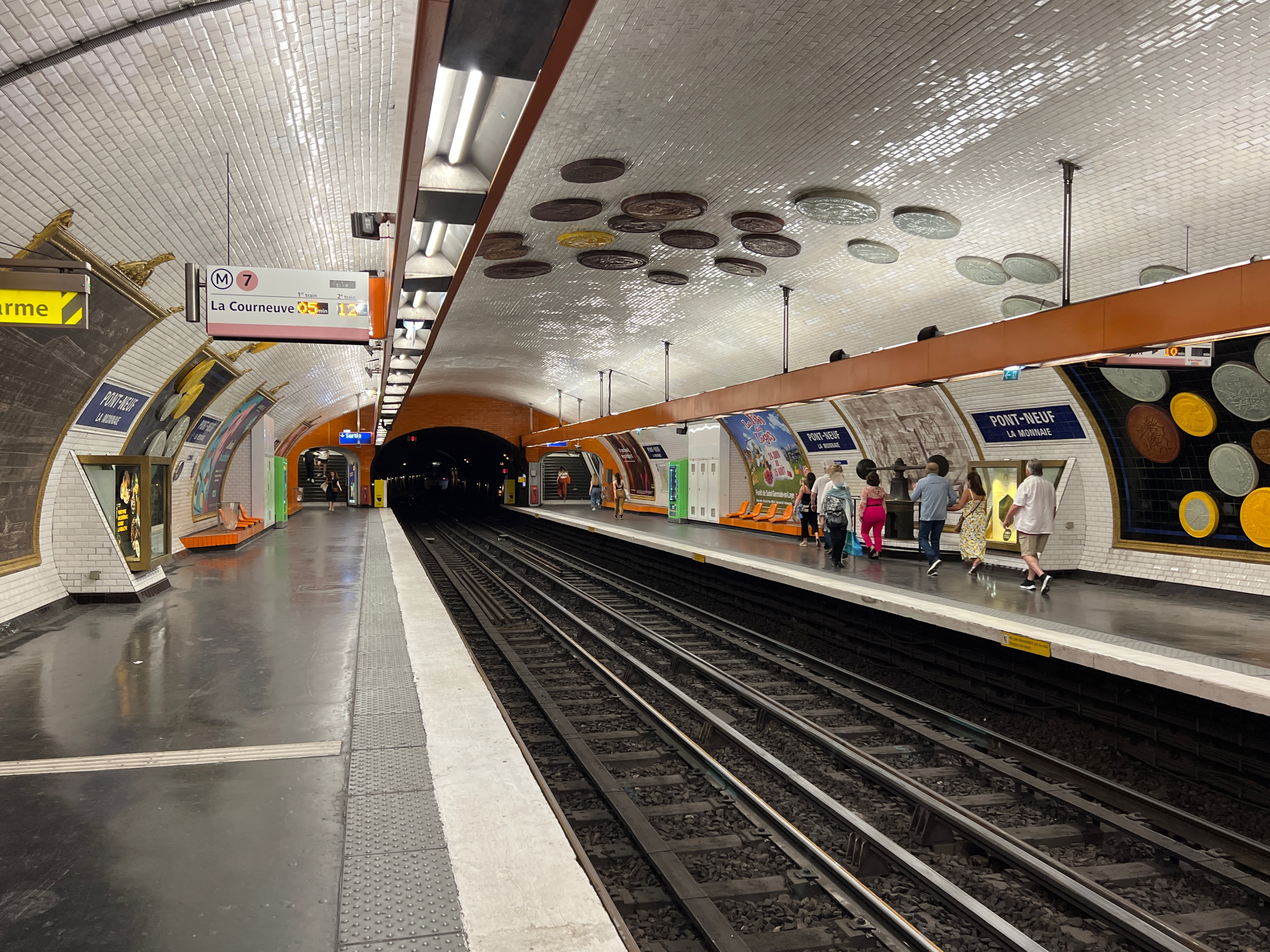
月台（2022年6月）

## 車站結構
| 街道      |                    |                                         |
| B1        | 連接層             |                                         |
| 7號線月台 | 側式月台，右側開門 | 側式月台，右側開門                      |
| 7號線月台 | 南行               | 往猶太城-路易·阿拉貢/伊夫里鎮（沙特雷） |
| 7號線月台 | 北行               | 往新庭-1945年5月8日（皇家宮-羅浮宮）    |
| 7號線月台 | 側式月台，右側開門 |                                         |

## 特色
新橋站的牆壁上裝飾著錢幣的圖案，代表位於塞納河畔的巴黎錢幣博物館（Monnaie de Paris）。

## 附近
- 羅浮宮
- 新橋
- 聖日耳曼奧塞爾教堂
- 莎瑪麗丹百貨公司
- 巴黎古監獄
- 太子廣場（Place Dauphine）

## 外部連結
48°51′31″N 2°20′29″E / 48.85868°N 2.34149°E